# 神柏乡
神柏乡，曾是中华人民共和国山西省运城市闻喜县下辖的一个乡镇级行政单位。
2021年4月21日，撤销神柏乡、阳隅乡，合并设立阳隅镇。

## 行政区划
神柏乡下辖以下地区：
神柏村、龙到头村、史家坡村、蔺家庄村、上岭后村、下岭后村、下庄村、东山村、上周村、下周村、上丁村、下丁村、涧西村和窑头沟村。